# Крабов паяк
Крабовият паяк (Xysticus cristatus) е вид паяк от семейство Крабови паяци (Thomisidae). Името на паяка идва от това, че понякога се движи по начин, наподобяващ предвижването на раците – настрани.

## Разпространение и местообитание
Видът е разпространен в цяла Европа, включително и в Исландия.
Среща се в ниска растителност, най-често на земята. Не понася сянка и избягва гористите местности.

## Описание
Възрастната женска достига дължина до 8 мм, а по-малкият мъжки – до 5 мм.
Цветът на крабовия паяк варира от светло кремаво и тъмнокафяво до сивкаво. Има тъмен триъгълник на гърба, завършващ в остра черна точка. На корема е разположена широка лента, оградена от два по-тъмни реда от триъгълни белези, която се простира назад до около две трети от дължината на тялото. Това загадъчно оцветяване се използва за смесване на паяка с околната среда от изсушени листа.

## Хранене
Крабовият паяк ловува от засада и може да прекара много време, седейки неподвижно, с широко разтворени предни крака, чакайки някое насекомо да се заблуди в тях.
Когато ловува застанал на върха на някое растение, плячката е разнообразна и е съставена от летящи насекоми, включително пчели и пеперуди. Когато ловува на земята, храната обикновено се състои от мравки и други паяци.
Често хваща плячка много по-голяма от него.

## Размножаване
Преди да започне да се чифтосва мъжкият хваща един от краката на женската, като я държи здраво, докато тя престане да се бори, след което използва коприна, за да я завърже на земята.